# Josselyn's Wife
Pour plus de détails, voir Fiche technique et Distribution.
Josselyn's Wife est un film américain réalisé par Richard Thorpe, sorti en 1926.

## Synopsis
Ce qui n'aurait pu être qu'un badinage amoureux va être fortement troublé par la mort d'un des participants...

## Fiche technique
- Titre original : Josselyn's Wife
- Réalisation : Richard Thorpe
- Scénario : Agnes Parsons, d'après le roman Josselyn's Wife de Kathleen Norris
- Direction artistique : Edwin B. Willis
- Photographie : Milton Moore, Mack Stengler
- Montage : Harold Young
- Société de production : Tiffany Productions
- Société de distribution : Tiffany Productions
- Pays de production :  États-Unis
- Langue originale : anglais
- Format : noir et blanc — 35 mm — 1,37:1 — Film muet
- Genre : Drame
- Durée : 60 minutes
- Date de sortie :
  - États-Unis : 15 novembre 1926

## Distribution
- Pauline Frederick : Lillian Josselyn
- Holmes Herbert : Thomas Josselyn
- Armand Kaliz : Pierre Marchand
- Josephine Hill : Ellen Marchand
- Carmelita Geraghty : Flo
- Freeman Wood : M. Arthur
- Pat Harmon : le policier
- Ivy Livingston : la bonne
- William A. Carroll : le maître d'hôtel

## Autour du film
- Ce film est un remake du film de 1919 Josselyn's Wife (en) de Howard C. Hickman, avec Bessie Barriscale et Nigel Barrie.